# 克魯克德萊克鎮區 (明尼蘇達州卡斯縣)
克魯克德萊克鎮區（英語：Crooked Lake Township）是一個位於美國明尼蘇達州卡斯縣的行政鎮區。

## 人口
根據2020年美國人口普查的數據，克魯克德萊克鎮區的面積為93.50平方千米，當中陸地面積為77.80平方千米，而水域面積為15.70平方千米。當地共有人口504人，而人口密度為每平方千米5人。